# 도쿄 메트로 한조몬선
도쿄 지하철 11호선 한조몬 선(일본어: 東京地下鉄11号線半蔵門線, Hanzomon Line)은 도쿄 지하철의 철도 노선의 하나이다. 일반적으로는 도쿄 메트로 한조몬 선(東京メトロ半蔵門線 도쿄메토로한조몬센[*])이나 지하철 한조몬 선(地下鉄半蔵門線 지카테쓰한조몬센[*]) 이라고 불린다. 노선 색은 ○ 보라색이다. 도쿄 지하철 히비야 선과 함께 도부 이세사키 선에 직결 운행을 하는데, 히비야 선과 달리 급행으로 직결한다.

## 역사
- 1978년 8월 1일: 시부야 역 ~ 아오야마 1초메 역 개통
- 1979년 9월 21일: 아오야마 1초메 역 ~ 나가타초 역이 단선으로 개통
- 1982년 12월 9일: 나가타초 역 ~ 한조몬 역 개통, 아오야마 1초메 역 ~ 나가타초 역이 복선화됨.
- 1989년 1월 26일: 한조몬 역 ~ 미쓰코시 앞역 개통
- 1990년 11월 28일: 미쓰코시 앞역 ~ 스이텐구 앞역 개통
- 1995년 3월 20일: 사린 사건에 의해 오전은 운행을 중지.
- 2003년 3월 19일: 스이텐구 앞역 ~ 오시아게 역 개통 및 도부 이세사키 선과 상호 직통 운행 실시

## 차량

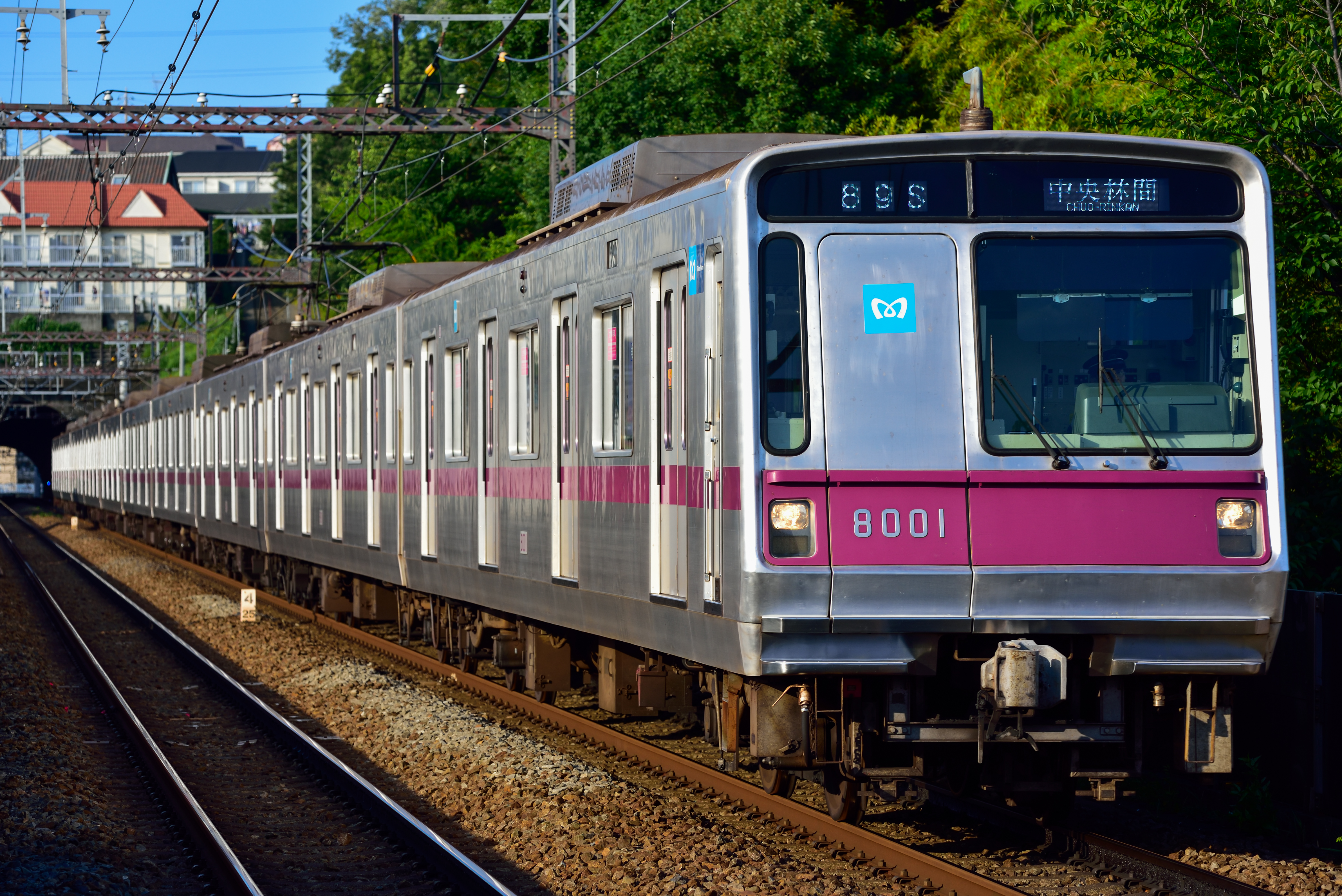
8000계
- 18000계
- 08계
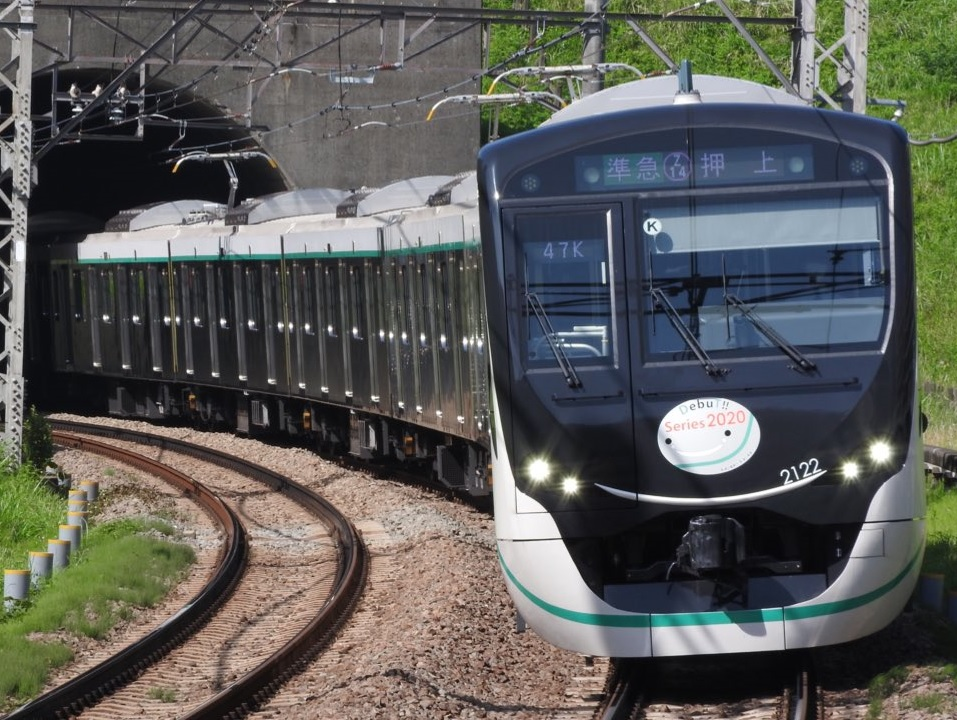
도큐 2000계
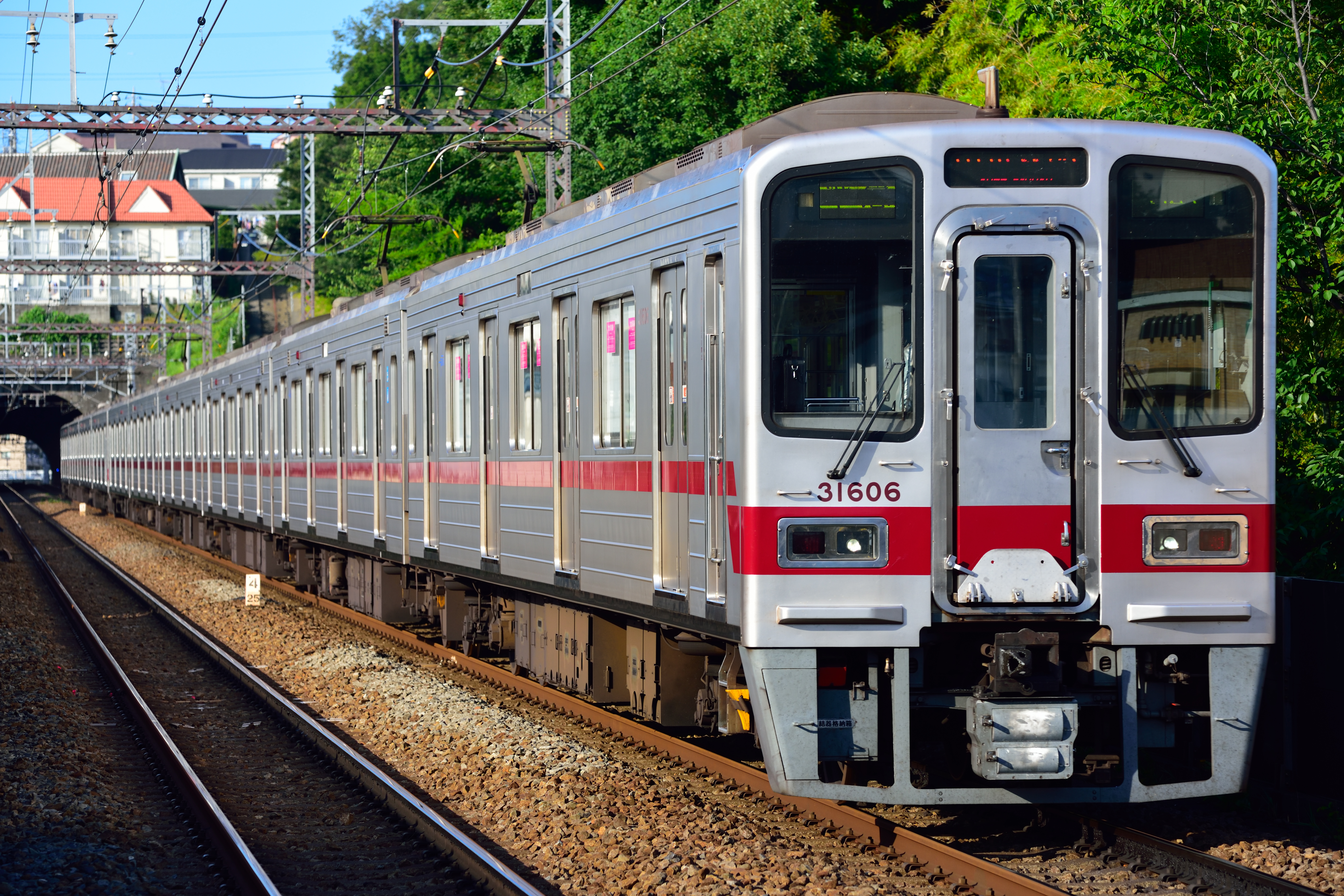
도큐 5000계
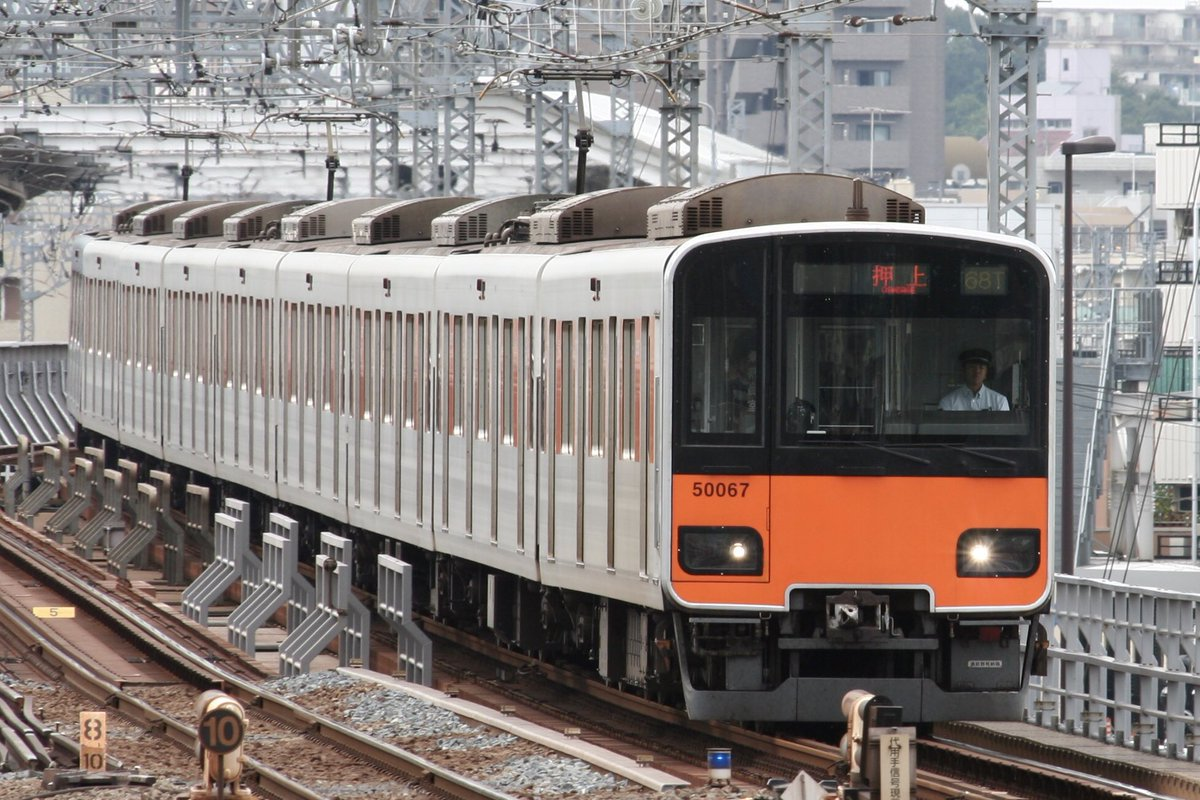
도큐 8500계
- 도큐 8590계
- 도부 철도 30000계
- 도부 철도 50050계

- 8000계
- 도큐 2020계
- 도부 철도 30000계
- 도부 철도 50050계

## 역 목록
| 역 번호 | 역명                                    | 일어 역명                             | 접속 노선 | 역간 거리 | 누적 거리 | 소재지   | 소재지   |
| ------- | --------------------------------------- | ------------------------------------- | --- | --------- | --------- | -------- | -------- |
| Z-01    | 시부야                                  | 渋谷                                  | 도쿄 급행 전철 덴엔토시 선 (DT 01, 직결 운행) 도쿄 급행 전철 도요코 선 (TY 01) 긴자 선 (G-01) 후쿠토신 선 (F-16) 야마노테 선 (JY 20) 사이쿄 선 (JA 10) 쇼난 신주쿠 라인 (JS 19) 게이오 전철 이노카시라 선 (IN 01) |           | 0.0       | 도 쿄 도 | 시부야구 |
| Z-02    | 오모테산도                              | 表参道                                | 긴자 선 (G-02) 지요다 선 (C-04) | 1.3       | 1.3       | 도 쿄 도 | 미나토구 |
| Z-03    | 아오야마 1초메                          | 青山一丁目                            | 긴자 선 (G-04) 오에도 선 (E-24) | 1.4       | 2.7       | 도 쿄 도 | 미나토구 |
| Z-04    | 나가타초                                | 永田町                                | 난보쿠 선 (N-07) 유라쿠초 선 (Y-16) 긴자 선 (아카사카미쓰케 역, G-05) 마루노우치 선 (아카사카미쓰케 역, M-13) | 1.4       | 4.1       | 도 쿄 도 | 지요다구 |
| Z-05    | 한조몬                                  | 半蔵門                                | | 1.0       | 5.1       | 도 쿄 도 | 지요다구 |
| Z-06    | 구단시타                                | 九段下                                | 도자이 선 (T-07) 신주쿠 선 (S-05) | 1.6       | 6.7       | 도 쿄 도 | 지요다구 |
| Z-07    | 진보초                                  | 神保町                                | 미타 선 (I-10) 신주쿠 선 (S-06) | 0.4       | 7.1       | 도 쿄 도 | 지요다구 |
| Z-08    | 오테마치                                | 大手町                                | 마루노우치 선 (M-18) 도자이 선 (T-09) 지요다 선 (C-11) 미타 선 (I-09) | 1.7       | 8.8       | 도 쿄 도 | 지요다구 |
| Z-09    | 미쓰코시마에                            | 三越前                                | 긴자 선 (G-12) 소부 쾌속선 (신니혼바시역, JO 20) | 0.7       | 9.5       | 도 쿄 도 | 주오구   |
| Z-10    | 스이텐구마에 (도쿄 시티 에어 터미널 앞) | 水天宮前 (東京シティエアターミナル前) | 히비야 선 (닌교초 역, H-14) 아사쿠사 선 (닌교초 역, A-14) | 1.3       | 10.8      | 도 쿄 도 | 주오구   |
| Z-11    | 기요스미시라카와                        | 清澄白河                              | 오에도 선 (E-14) | 1.7       | 12.5      | 도 쿄 도 | 고토구   |
| Z-12    | 스미요시                                | 住吉                                  | 신주쿠 선 (S-13) | 1.9       | 14.4      | 도 쿄 도 | 고토구   |
| Z-13    | 긴시초                                  | 錦糸町                                | 소부 쾌속선 (JO 22) 주오·소부 완행선 (JB 22) | 1.0       | 15.4      | 도 쿄 도 | 스미다구 |
| Z-14    | 오시아게                                | 押上                                  | 도부 철도 이세사키 선 (TS-03, 직결 운행) 아사쿠사 선 (A-20) 게이세이 전철 오시아게 선 (KS 45) | 1.4       | 16.8      | 도 쿄 도 | 스미다구 |